# صونيا عسلة
صونيا عسلة (مواليد 20 آب\أغسطس 1991 في تيزي وزو) لاعبة جودو جزائرية، شاركت في الألعاب الأولمبية الصيفية 2012 لكنها أقصيت من الجولة الأولى من منافستها كارينا برايانت. 
كما تأهلت للمشاركة في الألعاب الأولمبية الصيفية 2016 وقد حملت العلم الجزائري في حفل الافتتاح.

## المسيرة الرياضية
تأهلت للمشاركة في الألعاب الأولمبية الصيفية 2020 بفضل ترتيبها الأولمبي لفئة (+78 كلغ).
في 7 مايو 2021، نالت المركز الخامس للدورة الدولية الكبرى للجيدو «غراند سلام» لمدينة قازان عقب خسارتها ضد البرازيلية بياتريز سوزا في الدور الأخير من الإنقاذ، الذي يسبق النهائي الصغير من أجل الميدالية البرونزية.

## إنجازاتها
- ميدالية فضية في دورة ألعاب عموم أفريقيا 2011 وزن +78 كغم
- ميدالية في دورة الألعاب العربية
- ميدالية ذهبية في دورة الألعاب العربية 2011 وزن مفتوح
- ميدالية فضية في دورة الألعاب العربية 2011 وزن +78 كغم